# Disposable Life
Disposable Life è il settimo EP dei Knuckle Puck, pubblicato il 4 febbraio 2022. Contiene quattro tracce inedite e la cover di Here's Your Letter dei blink-182, tratta dal loro self-titled del 2003. Si tratta del primo lavoro pubblicato per l'etichetta Wax Bodega.

## Tracce
1. Gasoline – 2:43
2. Levitate – 2:59
3. In the Bag – 3:29
4. Lonely Island – 3:17
5. Here's Your Letter (cover dei blink-182) – 3:12

Durata totale: 15:40

## Formazione
- Joe Taylor – voce
- Kevin Maida – chitarra
- Nick Casasanto – chitarra, voce secondaria
- John Siorek – batteria, percussioni
- Ryan Rumchaks – basso